# Coleophora moehringiae
Coleophora moehringiae is een vlinder uit de familie kokermotten (Coleophoridae). De wetenschappelijke naam is voor het eerst geldig gepubliceerd in 1967 door Burmann.
De soort komt voor in Europa.